# Typhon Hagupit (2014)
Pour les articles homonymes, voir Cyclone tropical Hagupit.
Le typhon Hagupit ou typhon Ruby est un cyclone tropical de la saison cyclonique 2014 dans le nord-ouest de l'océan Pacifique. De catégorie 5 sur l'échelle de Saffir-Simpson et avec des vents de 270 km/h en moyenne avec des rafales à plus de 285 km/h, il est le plus gros cyclone de l'année 2014.

## Déroulement
La tempête a pris naissance à 130 km au nord de l'équateur et à environ 530 km au sud-ouest de Kosrae à la fin de la journée du 29 novembre 2014. Le Joint Typhoon Warning Center (JTWC) lança une alerte de formation d'un cyclone tropical le lendemain.